# Supercopa de Catalunya de futbol de 2018
La Supercopa de Catalunya de futbol 2018 fou la 4a edició de la Supercopa de Catalunya, una competició futbolística que enfronta els dos millors equips catalans de la lliga espanyola.
En aquest cas, es va disputar a partit únic entre el FC Barcelona i el Girona FC, el dimecres 6 de març de 2019 al camp de la Nova Creu Alta de Sabadell. El Girona va obtenir el triomf per 0 a 1 mercès a un penal transformat pel seu golejador Stuani, i va obtenir així la primera Supercopa de Catalunya de la seva història.

## Detalls del partit
| FC Barcelona | 0 – 1 | Girona FC       |
| ------------ | ----- | --------------- |
|              | Resum | Stuani 69' (p.) |

| Barcelona | Girona |

| PO               | 13 | Cillessen       |
| LD               | 2  | Wagué           |
| C                | 17 | Murillo         |
| C                | 23 | Umtiti 46'      |
| LE               | 5  | Miranda         |
| ID               | 8  | Riqui Puig      |
| MC               | 6  | Todibo 66'      |
| IE               | 21 | Aleñá           |
| ED               | 14 | Malcolm         |
| DC               | 19 | Boateng         |
| EE               | 7  | Collado 76'     |
| Banqueta:        |    |                 |
| PO               | 1  | Iñaki Peña      |
| DF               | 3  | Chumi 66'       |
| DF               | 12 | Guillem Jaime   |
| MC               | 4  | O. Busquets 46' |
| MC               | 15 | Monchu          |
| DV               | 9  | Abel Ruiz 76'   |
| DV               | 18 | Kike Saverio    |
| DV               | 20 | Rafa Mújica     |
| Entrenador:      |    |                 |
| Ernesto Valverde |    |                 |

| PO                | 1  | Gorka 45'            |
| LD                | 24 | Pedro Porro 45'      |
| C                 | 2  | Bernardo 45'         |
| C                 | 20 | Marc Muniesa         |
| LE                | 34 | Valery               |
| MC                | 6  | Àlex Granell 45'     |
| MC                | 8  | Pere Pons 45'        |
| MC                | 23 | Aleix Garcia         |
| ED                | 17 | Patrick Roberts 65'  |
| DC                | 22 | Doumbia 65'          |
| EE                | 19 | 'Choco' Lozano 65'   |
| Banqueta:         |    |                      |
| PO                | 30 | José Aurelio 45'     |
| DF                | 5  | Pedro Alcalá 45'     |
| DF                | 14 | Raúl García 45'      |
| DF                | 28 | Èric Montes 49'      |
| MC                | 9  | Portu 65'            |
| MC                | 10 | Borja García 65'     |
| MC                | 12 | Douglas Luiz 45' 49' |
| MC                | 35 | Paik 45'             |
| DV                | 7  | Stuani 65'           |
| Entrenador:       |    |                      |
| Eusebio Sacristán |    |                      |

|                           |
| Campió Girona FC 1r títol |